# 名古屋市電東築地線
東築地線（ひがしつきじせん）は、かつて愛知県名古屋市に存在した、名古屋市電の路線（路面電車）の一つである。熱田区にあった熱田伝馬町停留場から港区東築地町にあった南陽館前停留場までの3.4キロメートルを結んでいた。
おおむね堀川沿いを南北に結んでいた路線である。熱田電気軌道により1910年に開業、名古屋電気鉄道を経て1922年に名古屋市電気局（後の交通局）に買収されて名古屋市電の一路線となった、という経緯をもつ。1940年の大江線新設により大部分が廃止され、残余は熱田線に編入された。

## 路線概況
全長は1937年3月末時点で3.36km。全線にわたり複線・併用軌道であった。停留場は起点終点含めて7か所設置されていた。路線の存在した1937年時点の地図によれば、経路は以下のようなものである。
起点の熱田伝馬町停留場は、現在では名古屋市営地下鉄名城線の熱田神宮伝馬町駅が地下にある、国道1号の伝馬町交差点付近に存在した。東築地線はここから、愛知県道225号上を南へ進んだ。次の内田橋停留場は新堀川を渡った先の内田橋交差点付近にあり、ここから先線路は県道225号から西へそれ、今度は名古屋市道東築地町第1号線へと進路を変える。明治新田停留場付近で堀川東岸へと出ると、以降終点南陽館前停留場まで堀川沿いを進んだ。
氷室新田停留場から開東橋停留場を経て竜宮町停留場に至る区間は、東側に貯木池が広がっていた（現存せず）。竜宮町停留場は国道23号との交差地点あたりにあたる。終点南陽館前停留場は、現・名古屋市立東築地小学校の手前あたり。停留場名にある「南陽館」は、小学校の場所にあった観光施設のことである。近くにはこのほか、大同製鋼（現・大同特殊鋼）築地工場があった。道路をさらに先に進み山崎川を渡った先は、三菱重工業などの工場が並ぶ大江町（六号地）で、名古屋鉄道（名鉄）東名古屋港駅があった。

## 歴史
東築地線は元々、熱田電気軌道という私鉄が運営していた路線である。まず1910年7月15日に熱田神戸橋東（後の内田橋）から東築地（後の南陽館前）の間が開業、続いて1912年9月1日に熱田神戸橋東から熱田伝馬町まで延伸した。1919年4月16日、名古屋市内で路面電車線を多数保有していた名古屋電気鉄道に熱田電気軌道は合併され、名古屋電気鉄道の路線の一つとなった。
1922年8月1日、名古屋電気鉄道の路面電車線は名古屋市に買収されて名古屋市電が運転を開始した。この時点では、東築地線は熱田線の栄町・熱田伝馬町間とまとめて「熱田線」（栄町・東築地間 計9.1km）とされていた。
1940年5月28日、大江線の内田橋・南陽通八丁目間が開通すると、それに代って東築地線の内田橋・南陽館前間は廃止された。残った熱田伝馬町・内田橋間（1942年3月末時点で0.43km）はその後熱田線に編入され、市電全廃直前の1974年2月16日に廃止されるまで存続していた。

## 停留場
設置されていた停留場は以下の7か所である。括弧内の数字は起点からの距離を示す。
熱田伝馬町（あつたてんまちょう）(0.0km) - 内田橋（うちだばし）(0.5km) - 明治新田（めいじしんでん）(0.9km) - 氷室新田（ひむろしんでん）(1.7km) - 開東橋（かいとうばし）(2.3km) - 竜宮町（りゅうぐうちょう）(3.1km) - 南陽館前（なんようかんまえ）(3.4km)

### 停留場の変遷
開業時（熱田電気軌道時代）
熱田神戸橋東 - 明治新田 - 紀北橋 - 缶詰会社 - 運河 - 遊園地 - 東築地
- 1912年9月1日、熱田伝馬町まで延伸[4]。
- 大正初期、熱田神戸橋東を内田橋に、東築地を南陽館前に改称[4]。
- 1921年ごろ、紀北橋を氷室新田に、缶詰会社を開東橋に、遊園地を竜宮町に、南陽館前を東築地に改称。運河を廃止[4]。
- 1928年1月6日、東築地を南陽館前に改称[4]。

## 接続路線
市電の他路線と繋がっていたのは起点の熱田伝馬町停留場のみ。ここで熱田線と繋がっていた。
終点の南陽館前停留場からは、路線バスが接続していた。いかだ（桴）を扱う労働者の輸送を目的とした株式会社名古屋桴扱所の兼営バスで、1928年に七号地（昭和町）との間で運転を開始、1934年に八号地（船見町）まで延長された。名古屋市による市内交通機関統合の一環として1937年3月1日に市に買収され、それ以降は名古屋市営バスの路線となっていた。